# Mariakirken
L'église Sainte-Marie (Mariakirken) est une église à deux clochers de Bergen, en Norvège.

## Historique
Elle fut construite en 1180, en pierre. Elle était surnommée Tyskekirken (l'église allemande) au Bas Moyen Âge, car les marchands de la Hanse l'utilisaient. Des sermons seront tenus en allemand jusqu'à la Première Guerre mondiale.